# Socimbra
Socimbra é um povoado (aglomerado rural) do município brasileiro de Nova Canaã Paulista, no interior do estado de São Paulo.

## História

### Origem
O povoado de Socimbra foi fundado no início da década de 60 nas terras da Fazenda Socimbra, da qual leva o nome, localizada no município de Três Fronteiras.

### Formação administrativa
- Pela Lei nº 7.664 de 30/12/1991 o povoado passou a integrar o recém criado município de Nova Canaã Paulista[3].

## Geografia

### Demografia

#### População urbana
| Crescimento população urbana | Crescimento população urbana | Crescimento população urbana | Crescimento população urbana |
| Censo                        | Pop.                         |                              | %±                           |
| ---------------------------- | ---------------------------- | ---------------------------- | ---------------------------- |
| 1991                         | 237                          |                              | —                            |
| 2000                         | 222                          |                              | −6,3%                        |
| 2010                         | 229                          |                              | 3,2%                         |
| 2022                         | 246                          |                              | 7,4%                         |
| Fonte: IBGE e Fundação SEADE |                              |                              |                              |

Até o Censo 2010 (IBGE) Socimbra era classificado pelo IBGE como aglomerado rural.

### Rodovias
O povoado possui acesso à Nova Canaã Paulista e à Rodovia dos Barrageiros (SP-595) através da estrada vicinal Ângelo Zonta.

## Serviços públicos

### Saneamento
O serviço de abastecimento de água é feito pela Companhia de Saneamento Básico do Estado de São Paulo (SABESP).

### Energia
A responsável pelo abastecimento de energia elétrica é a Neoenergia Elektro, antiga CESP.

## Religião
O Cristianismo se faz presente no povoado da seguinte forma:

### Igreja Católica
- A igreja faz parte da Diocese de Jales[12].

### Igrejas Evangélicas
- Congregação Cristã no Brasil[13].